# Мария Феликс
Мария де лос Анхелес Феликс Гуереня (на испански: María de los Ángeles Félix Güereña), известна като Мария Феликс (на испански: María Félix) и Ла Доня, е мексиканска актриса и певица.

## Биография и кариера
Мария де лос Анхелес Феликс Гуереня е родена на 8 април 1914 г. в Аламос, Сонора, като дъщеря на военния и политик Бернардо Феликс Флорес и Хосефина Гуереня Росас. Тя има единадесет братя и сестри: Хосефина, Мария де ла Пас, Пабло, Бернардо, Мигел, Мерседес, Фернандо, Мария Еухения, Рикардо, Бенхамин и Ана Мария дел Сакраменто.
Детските си години прекарва в Аламос, където живее с брат си Пабло и майка си. През 1931 г., на 17-годишна възраст, Мария се омъжва за мъж на име Енрике Алварес Алаторе, с когото има син – известният мексикански актьор Енрике Алварес Феликс, роден на 5 април 1935 г. Двойката се развежда през 1938 г. Един ден, без точна дата, Алаторе я посещава в мексиканската столица, където тя се премества, и взема Енрике със себе си в Гуадалахара, отказвайки да ѝ го върне. Изправена пред тази ситуация, се казва, че Феликс се заклела, че един ден ще бъде по-влиятелна от него и ще си върне сина, нещо, което се случва години по-късно и успява да си върне попечителството над сина си.
Мария Феликс започва актьорската си кариера през 1943 г., вземайки участие във филма Скалата на душите. След това участие кариера ѝ тръгва бързо и през същата година участва във филмите Мария Еухения, Розата на светостта, Доня Барбара, Жена без душа. През 1946 г. участва във филма Поглъщащата (1946), и Световъртеж (1946), в допълнение към привличането на вниманието на чуждестранни продуценти, тъй като се казва, че ѝ е предложена главната женска роля в Дуел под слънцето, но тя не може да вземе участие, тъй като ѝ предстои проектът Влюбена, така че актрисата Дженифър Джоунс участва на нейно място. Изправена пред ситуацията да отхвърли холивудски филм, Феликс коментира следното:
| „ | Никога няма да съжалявам, че казах „не“ на Холивуд, защото кариерата ми в Европа беше ориентирана към качествено кино. Играя различни роли в моята страна и роли на кралица в чужбина. | “ |

Първите ѝ чуждестранни филми, сред които Нашето море (1948), Всяка жена (1950) и Съботна вечер (1950), са испански по произход. През 1951 г. участва във френско-испанската копродукция Черната корона (1951). Тя продължава задграничната си кариера в Италия, където участва във филмите Трагично заклинание (1951) и Месалина (1951).
През 1952 г. работи в Аржентина и се снима във филма Голата страст. Същата година тя се завръща в Мексико и се омъжва за актьора и певец Хорхе Негрете, с когото работи във филма Възторгът и по-късно заснема филма Камелия, и двата от 1954 г. Негрете умира на 5 декември 1953 г., така че Феликс решава да се върне в Европа. Във Франция се появява във филмите Красивият хълм (1954), Френски канкан (1954) и Героите са уморени (1955). Последният ѝ европейски филм е испанската продукция Фаустина (1957).
Завръща се отново в Мексико през 1955 г., участвайки във филмите Скритата (1955), Кошница с мексикански истории (1955), Тисок (1956), Отвъд всички граници (1957), Кафе Колон (1958), Пепелна сряда (1958) и Празната звезда (1958).
През 1959 г. Мария Феликс се снима във филма Ла Кукарача, където споделя сцени за първи и единствен път с Долорес дел Рио. Освен това през същата година се появява във филмите Сонати (1959) и Треска в Ел Пао (1959).
През 1960 г. участва в продукциите Хуана Гайо (1960), Бандитката (1962) и Любов и секс (1963). Освен това през същото десетилетие тя е четвъртата най-фотографирана актриса в света след Мерилин Монро, София Лорен и Марлене Дитрих. През 1986 г. получава хонорар, без да работи, когато подписва договор за участие в Вечна топлина, филм на Хайме Умберто Ермосийо. Проектът обаче е отменен поради фискални и финансови проблеми на продуцента, така че продукцията никога не е заснета. Последният филм, в който участва, е Генералът, филм от 1970 г.
През 1993 г. пише своята автобиография с подкрепата на мексиканския историк Енрике Краус.

## Личен живот
Относно сина си Мария дори коментира: „Ако не бях Мария Феликс, щях да искам да съм дете на Мария Феликс. Енрике е много надарен човек, с възхитителен здрав разум. Той е най-добрият ми приятел. Много се забавлявам в неговата компания. Той не е мамино дете, както мнозина смятат. Работете сами, борете се самостоятелно. Той има своя собствена кариера, своя публика, свой облик и поема своите отговорности, без да разчита на мен“.
След като се оттегля от киното, тя получава титлата „Кралицата на хиподрумите“ във Франция.

### Обществен образ
Мария Феликс изпитва възхищение към интелигентните хора и това я подтиква да се свърже, още в началото на кариерата си, с това, което тя нарича аристокрация на таланта, титла, която тя дава на този сектор от интелектуалци и талантливи хора, които се открояват в изкуствата на 20-ти век и в която тя се вписа перфектно, както в Мексико, така и в Европа. По същия начин, по който тя се възхищава на умовете на артистите, те са очаровани от нейния, защото тя има любопитен ум и освен това нейното присъствие и физическа красота са съблазнителни за тях. Причина, поради която великите фигури на световното изкуство я почитат с приятелството си и се вдъхновяват от нея. В юношеството си тя е нарисувана в Гуадалахара от Хосе Клементе Ороско, който според Мария я е нарисувал като „гримиран череп“.
От много ранна възраст тя се откроява с физическите си качества. В Гуадалахара, когато е на 15 години, е обявена за кралица на студентите от Университета в Гуадалахара и участва в множество конкурси за красота, в които винаги излиза победителка. Образът на Мария Феликс се превръща в символ на блясък, присъствие и елегантност. Когато започва работа в Европа, Феликс започва да се облича от най-известните дизайнери към момента като Диор, Живанши, Ив Сен Лоран, Баленсиага и др. Тя е обявена за най-красивата жена в света от известните международни списания „Лайф“, „Пари Мач“ и „Ескеър“.
Диего Ривера я определя като:
| „ | Мария Феликс е чудовищно съвършено същество. Тя е образцово същество, което подтиква останалите човешки същества да се стремят да бъдат като нея. | “ |

Мексиканската поетеса Пита Амор ѝ посвещава няколко стиха във връзка с нейното поведение и походка, след като се засичат един ден на улицата:
| „ | Вчера те видях заобиколен от следобеда. Ти тръгна като нож, предизвикващ въздуха. | “ |

През 1973 г. Елена Понятовска интервюира Феликс, след което заявява:
| „ | Ходи като звяр, движейки се, наоколо предизвиква мистериозни вълни. | “ |

Жан Ко, с когото Феликс е имала кратка афера, редакционният секретар на Жан-Пол Сартр, пише:
| „ | Мария Феликс е дъга, която има най-редките и фини цветове. Уникална е. Тя е жена и в същото време е всичко. | “ |

Жан Кокто, когото среща на снимките на испанския филм Черната корона, казва следното за нея:
| „ | Мария, тази жена е толкова красива, че чак боли. | “ |

Мария Феликс е обрана пред репортерите, които винаги се стремят да получат противоречиви истории. Използвайки смелостта си, тя се защитава и изявленията ѝ често са остроумни, но скандални. Веднъж репортер в Аржентина я пита: „Мария, ти лесбийка ли си?“. Тя го оглежда от горе до долу и категорично отговоря: „Ако всички мъже бяха като теб, разбира се, че съм“.
Въпреки своята личност, тя често е критикувана. Докато в чужбина е виждана като необикновена жена, в Мексико има (и все още съществува) консервативен сектор, който не харесва нейния начин на живот.
Въпреки това, Мария очарова широката публика, както във филмите си, така и на местата, където се появява, поради което е смятана за дива през целия си живот и дори след смъртта си, като често е давана за пример.
Относно всичко, което Мария представлява като жена, носителят на Нобелова награда за литература Октавио Пас казва следното:
| „ | Мария Феликс е родена два пъти: родителите ѝ са я родили и след това тя е измислила себе си. Тя е като мълния, разкъсваща сенките. | “ |

### Бракове
Вторият ѝ брак (1945-1947) е с известния композитор Агустин Лара. Мария е почитателка на Лара от тийнейджърска възраст. Те се срещат случайно и не много сърдечно в една телефонна кабина на улица „Реформа“. Известно време по-късно те са официално представени от общ приятел, актьорът Тито Новаро. От този момент нататък двойката започва силно рекламирана любовна връзка, която завършва с брак през 1945 г. Лара увековечава Мария в огромен брой песни, като Дим в очите, Когато се върнеш, Две ками и Хубавата Мария, като последната е композирана в Акапулко по време на техния меден месец, и която той изпълнява премиерно в серенада за нея с Педро Варгас. Прекомерната ревност на Лара обаче слага край на връзката им през 1947 г. Самата Мария твърди, че в пристъп на жестока ревност Лара дори се е опитала да я убие.
През 1952 г., когато Мария се завръща в Мексико след престоя си в Европа и Аржентина, тя се среща отново с актьора и певец Хорхе Негрете. След кратък романс двойката се жени на 18 октомври 1952 г.
Четвъртият ѝ брак (1956-1974) е с френския банкер от румънски произход Александър Бергер. Мария се запознава с Бергер през 40-те години на миналия век, но по това време и двамата са женени. Години по-късно се срещат отново. Двамата имат брак в продължение на 18 години. С него тя отново се опитва да стане майка, но инцидент по време на снимките на Отвъд всички граници (1957) Мария да губи детето, което очаква. Бергер умира през 1974 г.

### Любовни връзки
След раздялата си с Лара, Мария изживява известни романи с магната Хорхе Паскел, тореадора Луис Мигел Домингин и аржентинския актьор Карлос Томпсън. Тя се запознава с последния в Аржентина по време на снимките на Голата страст (1952). Връзката е сериозна до такава степен, че те се сгодяват, за да се оженят, и Феликс дори се обажда на сина си Енрике Алварес Феликс, за да се срещне с Томпсън. Феликс обаче отменя сватбата няколко дни по-рано, заявявайки, че е стигнала до извода, че единственото нещо, което я свързва с Томпсън, е просто физическо привличане, а не истинска любов.
По време на престоя си във Франция Мария се запознава с френския писател Жан Ко, помощник на писателя Жан-Пол Сартр, чрез художничката Леонор Фини. С Ко Мария също има любовна връзка. В Европа Феликс също има лесбийски отношения със Сюзан Бауле, по-известна като Фреде, която по това време управлява кабаре в Париж, като живеят заедно в хотел. Връзката е запечатана в картина на две цветя, нарисувана от Фини; едното цвете е с лицето на Феликс, а другото – на Фреде. Феликс и Фреде се запознават през 1950 г. Фреде последва Феликс по време на пътуванията ѝ за снимки до Буенос Айрес и Сао Пауло, след като научава за връзката на Феликс с Карлос Томпсън. Връзката на Феликс и Фреде е прекъсната от брака на Феликс с Хорхе Негрете, но след смъртта му през 1953 г., тя се завръща в Париж, за да поднови за кратко връзката си с Фреде. Въпреки това те се разделят насилствено през 1954 г., което води до процес, в който Феликс иска да си върне бижутата, които е дала на Фреде, и я обвинява в кражба. Феликс губи делото, а Фреде е оправдана и запазва бижутата. Въпреки това, Феликс запазва картината, която Фини прави на двете жени, и Феликс по-късно моли Фини да я промени, за да изтрие лицето на Фреде. Лицето на Фреде е променено с това на Феликс, като крайният резултат са две цветя с лицето на Мария Феликс.
Последният ѝ партньор е руско-френският художник Антоан Цапов. По отношение на него Мария коментира: „Не знам дали той е мъжът, който ме е обичал най-много, но той е този, който ме е обичал най-силно“.

## Смърт
На 8 април 2002 г. Феликс умира в съня си в град Мексико на 88-годишна възраст. Смъртта ѝ настъпва около един часа през нощта, а тялото ѝ е открито около десет часа сутринта. Останките ѝ са транспортирани за почит от резиденцията ѝ в Колония Поланко в Двореца на изящните изкуства. По-късно е погребана в семейната гробница, разположена в същия град.
Бенхамин Феликс Гуенеря, брат на актрисата, иска ексхумация на тялото ѝ, за да се установят причините за смъртта, като се има предвид, че има нередности при погребението ѝ. Седмица по-късно полицията установява, че Феликс е починала без следи от насилствена смърт. След ексхумацията Феликс Гуереня оттегля жалбата си и изразява съгласие със заключенията на разследването.

## Наследство
В рамките на 56-ия Международен филмов фестивал в Националната Кинотека и отбелязването на 100-годишнината от рождението ѝ е преизлъчен филмът Коленичилата богиня. Оригиналният филм е силно повреден, така че, за да се направи преиздаването, той е напълно ремастериран и дигитално възстановен.
Издадени са възпоменателни билети с нейния образ, а влак на метрото, който се движи по линия 7 в мексиканската столица, носи нейното име.
През 2015 г. е открита статуя в чест на Мария Феликс в квартал Моктесума, град Мексико. Освен това в Акапулко има улица, наречена „Мария Бонита“ („Хубавата Мария“), отнасяща се до песента, която Агустин Лара композира за актрисата. В Куернавака, Морелос са открити площад и статуя м чест на актрисата.
През 2017 г. Феликс се появява в няколко сцени в пълнометражния анимационен филм на Дисни Пиксар Тайната на Коко.
През 2018 г. американският режисьор Мартин Скорсезе представя възстановено копие на филма с участието на Мария Феликс, Влюбена, на фестивала в Кан в секцията „Класика“. През същата година, на 8 април, за нейната 104-та годишнина, Гугъл ѝ отдава почит, посвещавайки ѝ Google Doodle.
Бижутата, които Мария Феликс поръчва да бъдат изработени от Картие, са придобити от дизайнерската къща след смъртта на актрисата. Те често са показвани като техни шедьоври и са излагани по целия свят, заедно с тези на други светила на световното кино като Елизабет Тейлър, Грейс Кели и Глория Суонсън.
В Париж дизайнерът Франк Сорбие отдава почит на мексиканската дива на Седмицата на висшата мода в Париж в началото на 2020 г., където показва тоалети, вдъхновени от някои от най-емблематичните визии на Феликс.
През август 2023 г. компанията за играчки Мател пуска нейна колекционерска кукла Барби.

## Избрана филмография
- „Enamorada“ (1946)
- „Рио Ескондидо“ („Río Escondido“, 1948)
- „Doña Diabla“ (1950)
- „Френски канкан“ („French Cancan“, 1955)
- „Треска в Ел Пао“ („La Fièvre Monte à El Pao“, 1959)
- „Отвъд всички граници“ („Flor de mayo“, 1959)
- „Ла Кукарача“ („La Cucaracha“, 1959)
- „Конституцията“ („La Constitución“, 1970) – единствената теленовела, в която участва